# 中塚明
中塚 明（なかつか あきら、1929年（昭和4年）9月17日 - 2023年（令和5年）10月29日）は、日本の歴史学者。
奈良女子大学名誉教授。専門は日本近代史、特に近代日朝関係史。

## 略歴
大阪府出身。1953年（昭和28年）、京都大学文学部史学科国史学専攻卒業。奈良女子大学文学部附属高校教諭をへて、1963年（昭和38年）から奈良女子大学文学部に勤務、1993年（平成5年）定年退職。
「九条科学者の会」呼びかけ人、奈良県歴史教育者協議会会長、非核の政府を求める奈良の会常任世話人を務めていた。
2023年10月29日、肺癌のため死去。94歳没。

## 歴史観
- 小説家司馬遼太郎の歴史観や、自由主義史観を歴史の偽造であるとして批判しており[5]、伊藤博文の暗殺事件については、伊藤は東学農民軍の虐殺作戦に最終決定権者として深く介入した人物であるため射殺されたのであって、実行犯の安重根は無罪であると主張している[6]。
- 安倍晋三首相について、彼の行動は日本を世界から孤立させる。そんなやり方では日本の未来はないと批判している[7]。

## 著書

### 単著
- 『日清戦争の研究』（青木書店、1968年）
- 『近代日本と朝鮮』（三省堂、1969年/新版、1977年/第3版、1994年）
- 『日本における朝鮮史研究とその展望』（「朝鮮問題」懇話会、1981年）
- 『『蹇蹇録』の世界』（みすず書房、1992年/新装版、2006年）
- 『近代日本の朝鮮認識』（研文出版、1993年）
- 『歴史の偽造をただす　戦史から消された日本軍の「朝鮮王宮占領」』（高文研、1997年）
- 『歴史家の仕事　人はなぜ歴史を研究するのか』（高文研、2000年）
- 『これだけは知っておきたい日本と韓国・朝鮮の歴史』（高文研、2002年）
- 『現代日本の歴史認識　その自覚せざる欠落を問う』（高文研、2007年）
- 『司馬遼太郎の歴史観　その「朝鮮観」と「明治栄光論」を問う』（高文研、2009年）
- 『日本の朝鮮侵略史研究の先駆第者　歴史家山辺健太郎と現代』（高文研、2015年）
- 『日本人の明治観をただす』（高文研、201９年）

### 編著
- 『古都論　日本史上の奈良』（柏書房、1994年）

### 共著
- （安川寿之輔・醍醐聰）『NHKドラマ「坂の上の雲」の歴史認識を問う　日清戦争の虚構と真実』（高文研、2010年）
- （井上勝生・朴孟洙）『東学農民戦争と日本』（高文研、2013年）

### 共編著
- （直木孝次郎）『近代日本をどうみるか』上・下（塙書房、1967年・68年）

### 刊行史料
- （陸奥宗光）『新訂蹇蹇録　日清戦争外交秘録』（岩波文庫、1983年/ワイド版岩波文庫、2005年）